# 曾存仁
曾存仁（1490年—1553年），字懋遠，一字茂遠，號少泉，更號梅臺，江西吉安府吉水縣人，明朝政治人物。

## 生平
嘉靖元年（1522年）壬午科江西鄉試第五十七名舉人，嘉靖二年（1523年）中式癸未科會試第二百四十八名，二甲第七十四名進士。授礼部祠祭司主事，因上言庙街事忤旨被降三级，贬和州判官。四年十一月赦免，復除原职，六年正月充《大禮全書》纂修官，养病归，八年丁父憂。服除，補精膳司主事，升儀制司员外郎、主客司郎中，十三年丁母憂。服除，補原职，十五年出为浙江右参议、分守宁绍。中官崔成督视开矿，所在扰民，曾存仁痛抑之，崔成大怒，具奏逮入诏狱。後無罪释放，以舊官入閩，三年秩满，十九年升广西参政，督粮饷，又摄苍梧道，二十三年升貴州按察使，未行，遷雲南右布政使，尋轉左。二十六年（1547年）正月考察去職。曾存仁與其二子曾同亨、曾乾亨三人均為進士。

## 家族
曾祖曾光偉；祖父曾克紹；父曾伯崇，號钝朴，贈禮部主客司郎中；母周氏。具慶下。弟曾存侃、曾存价、曾存傅。